# Junkers G 38

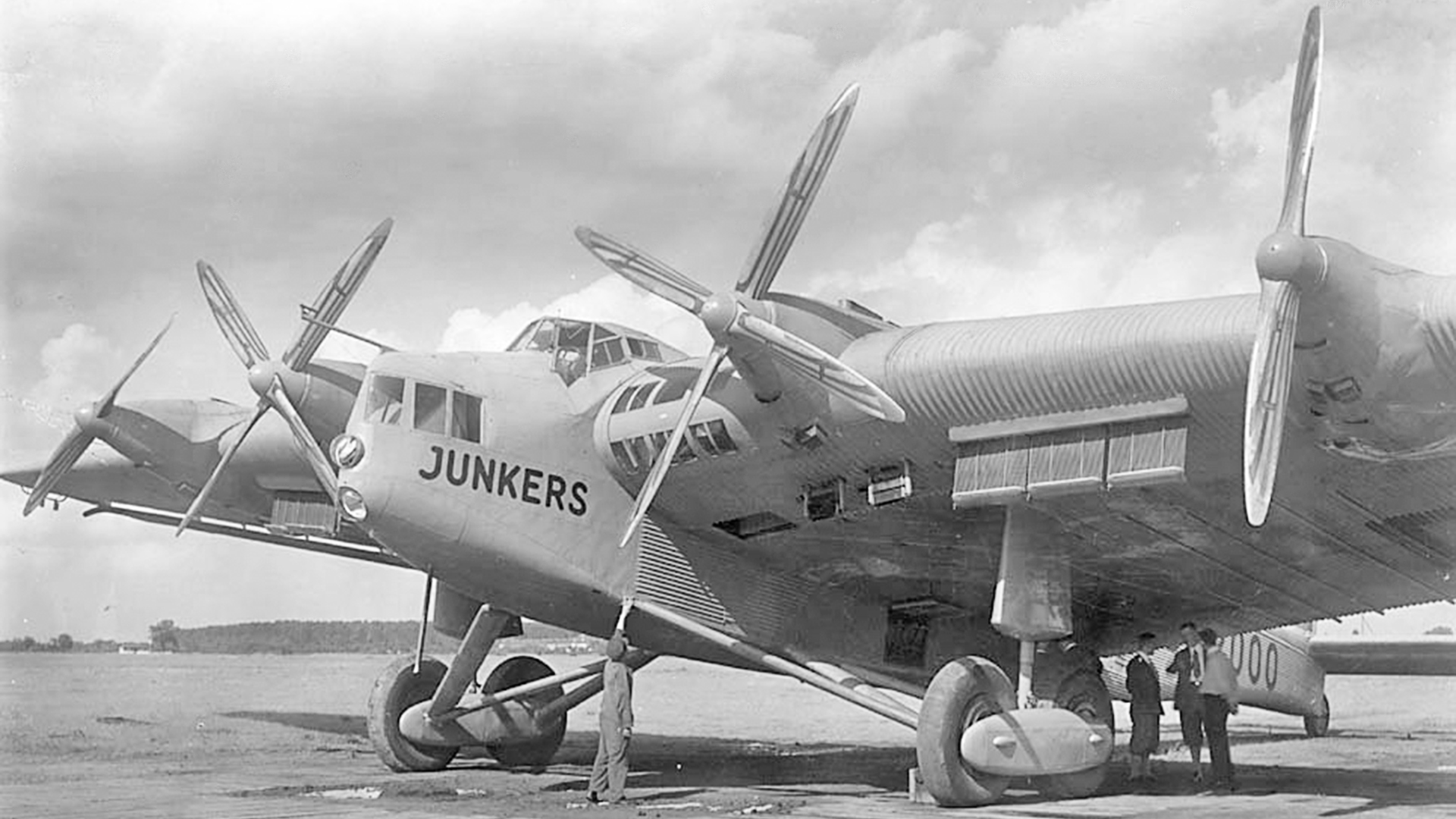
Junkers G.38 (D-2000)

Junkers G 38 là một mẫu máy bay chở khách phản lực tầm trung, thân hẹp hiện đại, do Junkers phát triển.